# Reichenau (wyspa)

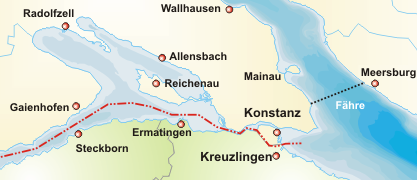
Położenie wyspy

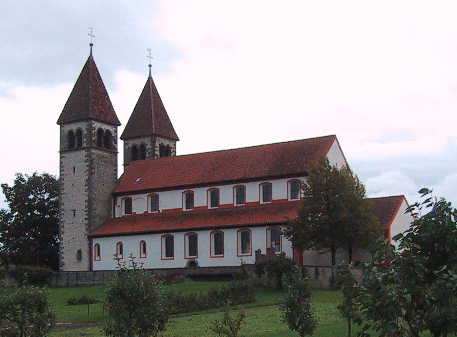
Kościół św. św. Piotra i Pawła w Niederzell na wyspie Reichenau

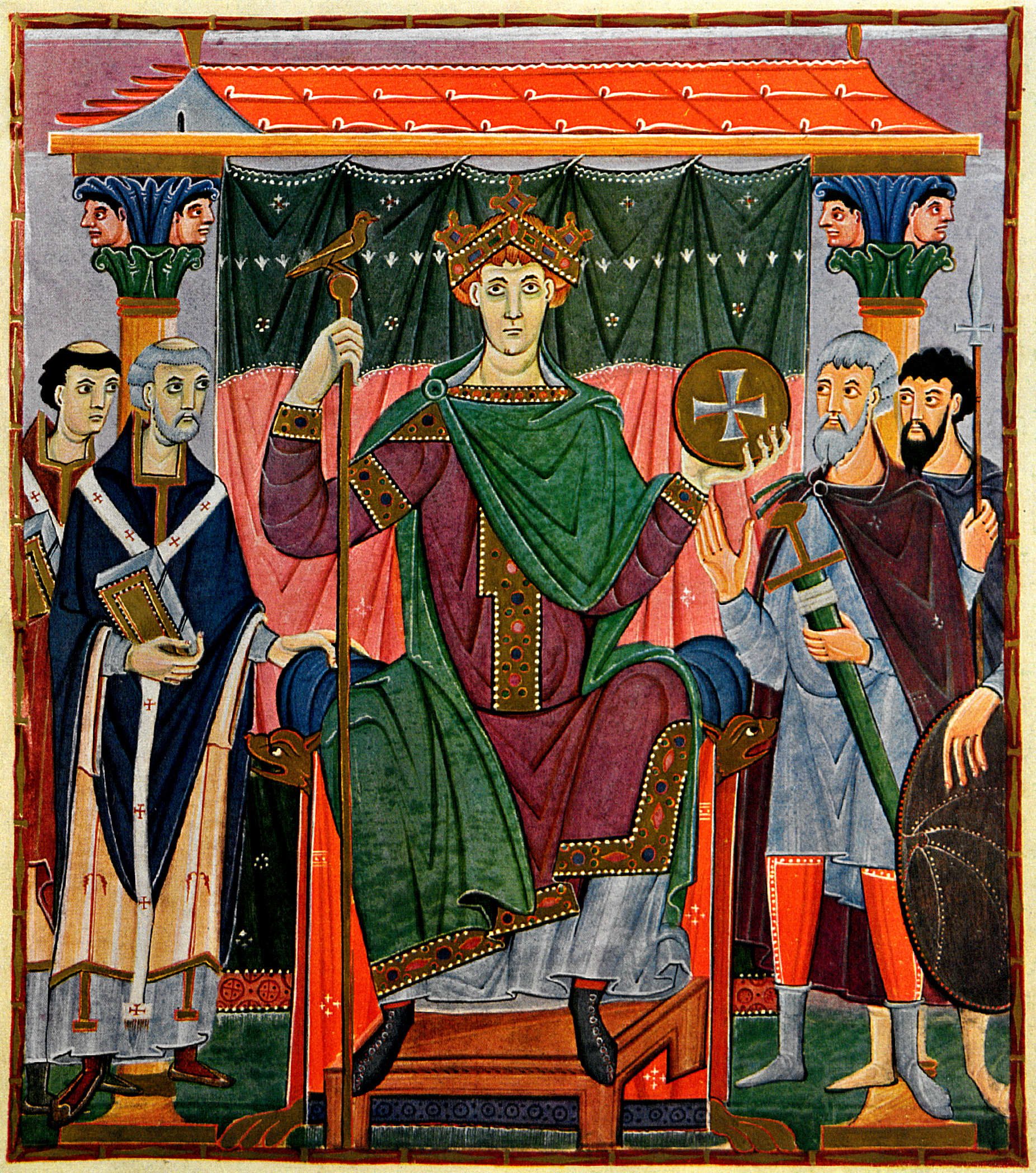
Cesarz Otton III, miniatura z Ewangeliarza Ottona III

Reichenau – wyspa na Jeziorze Bodeńskim (odnoga Untersee), w Niemczech, 4,4 km², 4500 mieszkańców, połączona z lądem groblą o długości 2 km, od roku 2000 znajduje się na liście światowego dziedzictwa kultury UNESCO. Panujący na wyspie łagodny klimat sprzyja ogrodnictwu, które jest jedną z głównych gałęzi gospodarki.

## Geografia fizyczna

### Położenie
Reichenau leży w zachodniej części Jeziora Bodeńskiego (odnoga Untersee) pomiędzy Konstancją a Radolfzell am Bodensee. Liczy 4,5 km długości, 1,5 km szerokości, a jej powierzchnia wynosi ok. 4,4 km², co czyni ją największą wyspą na Jeziorze Bodeńskim. Wyspa połączona jest z lądem groblą usypaną w 1838. Najwyższym wzniesieniem na wyspie jest Hochwart (438,7 m n.p.m., ok. 43 m nad taflą jeziora).

### Geologia
Wyspa jest zbudowana z materiałów skalnych naniesionych przez lodowiec pod koniec ostatniego zlodowacenia (115–11 tys. lat temu). Jest częścią moreny, która rozciągała się w tym czasie od dzisiejszej grobli na wschodzie do półwyspu Mettnau przy Radolfzell na zachodzie.

### Klimat
Swój łagodny klimat Reichenau zawdzięcza wpływowi Jeziora Bodeńskiego oraz oddziaływaniu wiejącego od Alp fenu. Wyspa cieszy się dużą liczbą słonecznych dni w roku.

## Geografia społeczna i ekonomiczna
Wyspa należy do gminy Reichenau w powiecie Konstancji w kraju związkowym Badenia-Wirtembergia. Gmina Reichenau liczy 5133 mieszkańców (2007), z czego więcej niż 3300 mieszka w trzech wsiach rozproszonych na wyspie: Ober-, Mittel- i Niederzell. Pozostała część ludności mieszka na stałym lądzie w należących do gminy dzielnicach Waldsiedlung i Lindenbühl.

### Przemysł i rolnictwo
Panujący na wyspie łagodny klimat sprzyja ogrodnictwu, które jest jedną z głównych gałęzi gospodarki. Zbiory są tu możliwe trzy razy do roku. Około 160 ha wyspy jest używane rolniczo, a więcej niż 25% powierzchni zajmują szklarnie.
Obok rolnictwa, głównym źródłem przychodów wyspy jest dobrze rozwinięty przemysł turystyczny.

### Transport
Po grobli łączącej wyspę ze stałym lądem biegnie droga przejezdna dla samochodów osobowych. Na wyspę można dostać się publicznymi środkami transportu: autobusem lub statkiem.

## Opactwo benedyktynów
W latach 724–1757 na wyspie istniało opactwo benedyktynów. Założone przez św. Pirmina jako centrum chrystianizacji Alemanów, stało się ono z czasem ważnym ośrodkiem kultury okresów karolińskiego i ottońskiego, znanym szczególnie z tworzonych tam rękopisów zdobionych wysokiej jakości miniaturami. W latach dwudziestych IX wieku biblioteka klasztorna obejmowała 415 tomów i należała tym samym do największych bibliotek ówczesnej Europy. Z okresu świetności klasztoru na wyspie zachowały się do dziś trzy kościoły w stylu romańskim z freskami z XI i XII wieku: kościół św. Jerzego, kościół św. Piotra i Pawła oraz kościół św. Marii i Marka.

## Zabytki
- Kościół św. Jerzego w Oberzell
- Kościół św. Piotra i Pawła w Niederzell
- Katedra św. Marii i św. Marka w Mittelzell